# Johannes Ziegler
Johannes Ziegler (Brassó, 1741. február 26. – 1811) erdélyi szász orvos és gyógyszerész.
Tanulmányait szülővárosában végezte, majd a jénai és erfurti egyetemen tanult. Hazatérése után Fogarason volt orvos 1786-ig, ezután a moldvai Botoșani-ban telepedett le mint gyógyszerész.
Munkája: De nervis corporis humani, eorum fluido et actionibus. Erfurt, 1764.